# Juliette Mayniel
Juliette Mayniel (Saint-Hippolyte, 22 de janeiro de 1936 — San Miguel de Allende, 21 de julho de 2023
) foi uma atriz francesa. Ela ganhou o Urso de Prata de melhor atriz por seu papel no filme Kirmes (1960) de Wolfgang Staudte.

## Filmografia parcial
- Os Primos (1959)
- Kirmes (1960)
- Les Yeux sans visage (1960)
- La guerra di Troia (1961)
- A Verdadeira História do Barba Azul (1963)
- Ophélia (1963)
- Because, Because of a Woman (1963)
- Amori pericolosi (1964)
- Assassination in Rome (1965)
- L'Odissea (1968)
- Listen, Let's Make Love (1969)
- Flatfoot (1973)
- The Bloodstained Shadow (1978)

## Vida pessoal
De 1964 a 1968 foi casada com o italiano Vittorio Gassman, com quem teve um filho, Alessandro Gassman, também ator.
Morreu em julho de 2023, aos 87 anos, no México.